# Raidi
Raidi, aussi appelé Ragdi (en tibétain : རག་སྡི་, Ragdi ; en chinois simplifié : 热地 ; pinyin : Rèdì), né en août 1938 dans le xian de Biru et mort le 6 juin 2025 à Pékin, est un homme politique tibétain, membre du Parti communiste chinois et qui est président du Comité permanent de l'Assemblée populaire de la région autonome du Tibet.

## Biographie
Raidi est issu d'une famille de nomades du comté de Biru de Nagchu. Selon Le Quotidien du peuple, enfant, il servit de domestique à des chefs tribaux et à un Bouddha vivant[Lequel ?]. Il a été un moine bouddhiste.
Il fait partie, en 1959, du premier groupe de Tibétains à aller à Pékin suivre quatre années d'étude[source insuffisante]. Il a l'occasion, avec ses camarades, d'y rencontrer le président Mao Zedong[Quand ?].
Il est diplômé de l'école centrale du parti communiste chinois, et adhère au Parti communiste chinois en octobre 1961.
Il avance dans sa carrière au sein du pouvoir au cours de la révolution culturelle et devient membre du comité révolutionnaire de Nakchu. Contrairement à beaucoup d'autres qui ont fait carrière durant la révolution culturelle, Ragdi ne subit pas de purge dans les années 1980, mais est au contraire nommé à plusieurs postes importants. 
Il est décrit comme un « radical » et s'oppose à la réintroduction du tibétain lors des réformes de Hu Yaobang, lui-même ayant une connaissance limitée du tibétain écrit. Il est considéré par les Tibétains comme un symbole de collaboration avec le pouvoir chinois.
Il est président du Comité permanent du Congrès du peuple de la région autonome du Tibet entre 1993 et 2003.
Il est élu vice-président du Comité permanent de l'Assemblée nationale populaire en 2003.
Le 29 novembre 1995, le gouvernement de la république populaire de Chine désigne comme successeur du 10e panchen-lama Gyancain Norbu, un enfant ayant, selon Gilles van Grasdorff, un lien de parenté avec Raidi (à l'époque président du Comité permanent de l'Assemblée populaire de la région autonome du Tibet).
Ragdi meurt le 6 juin 2025 à Pékin, à l'âge de 86 ans. La nouvelle est annoncée par l'agence de presse nationale Xinhua.